# Lembach
Lembach je občina v departmaju Bas-Rhin francoske regije Alzacija.
Leta 2007 je v občini živelo 1728 oseb oz. 35 oseb/km².